# Oberschlesien (Band)
Oberschlesien ist eine schlesische Industrial-Metal-Band. Sie wurde 2008 in Piekary Śląskie, Woiwodschaft Schlesien, als „Michał Stawiński und Marcel Różanka iniziative“ gegründet. Musikalisch orientiert sich die Gruppe an der deutschen Band Rammstein. Ihre Texte beschäftigen sich mehrheitlich mit der Geschichte, den Traditionen und Eigenheiten ihrer Heimatregion und werden durchgehend im schlesischen Dialekt des Polnischen gesungen.
Im Jahr 2012 belegte die Band den zweiten Platz bei der Talentshow Must Be the Music. Tylko muzyka („Must be Music. Nur Musik“) des polnischen Fernsehsenders Polsat.

## Diskografie
| Jahr | Titel                                                                 | Charts |
| Jahr | Titel                                                                 | PL     |
| ---- | --------------------------------------------------------------------- | ------ |
| 2013 | I - Datum: 4. Dezember 2013 - Produktion: Mystic Production           | 26     |
| 2015 | II - Datum: 24. April 2015 - Produktion: S.P. Records                 | 30     |
| 2019 | III - Datum: 13. Dezember 2019 - Produktion: Divinarium Records       |        |
| 2021 | IV - Datum: Datum: 10. Dezember 2021 - Produktion: Divinarium Records |        |